# Opel K 180
Opel K 180 — легковой автомобиль, выпускавшийся с 1974 по 1978 год подразделением GM Argentina S.A.

## Описание
Opel K 180 дебютировал в 1974 году. В отличие от Kadett, в нём применялся 1,8-литровый двигатель, развивающий заявленную мощность 62 кВт (83 л. с.) при 5200 об/мин по стандарту SAE. Двигатель оснащён карбюратором Bendix с нисходящим потоком. Степень сжатия — 8,2:1.
В 1976 году в модельный ряд была добавлена спортивная версия Rally с тахометром, чёрными бамперами, чёрными полосами и другими подобными аксессуарами. В 1977 году была добавлена люксовая версия, получившая название K 180 LX. В том же году K 180 получил премию «Автомобиль года» от ассоциации автомобильных журналистов APICA.
В 1978 году Opel K 180 был снят с производства, а в 1980 году его преемником стал GMC Chevette.

## Галерея

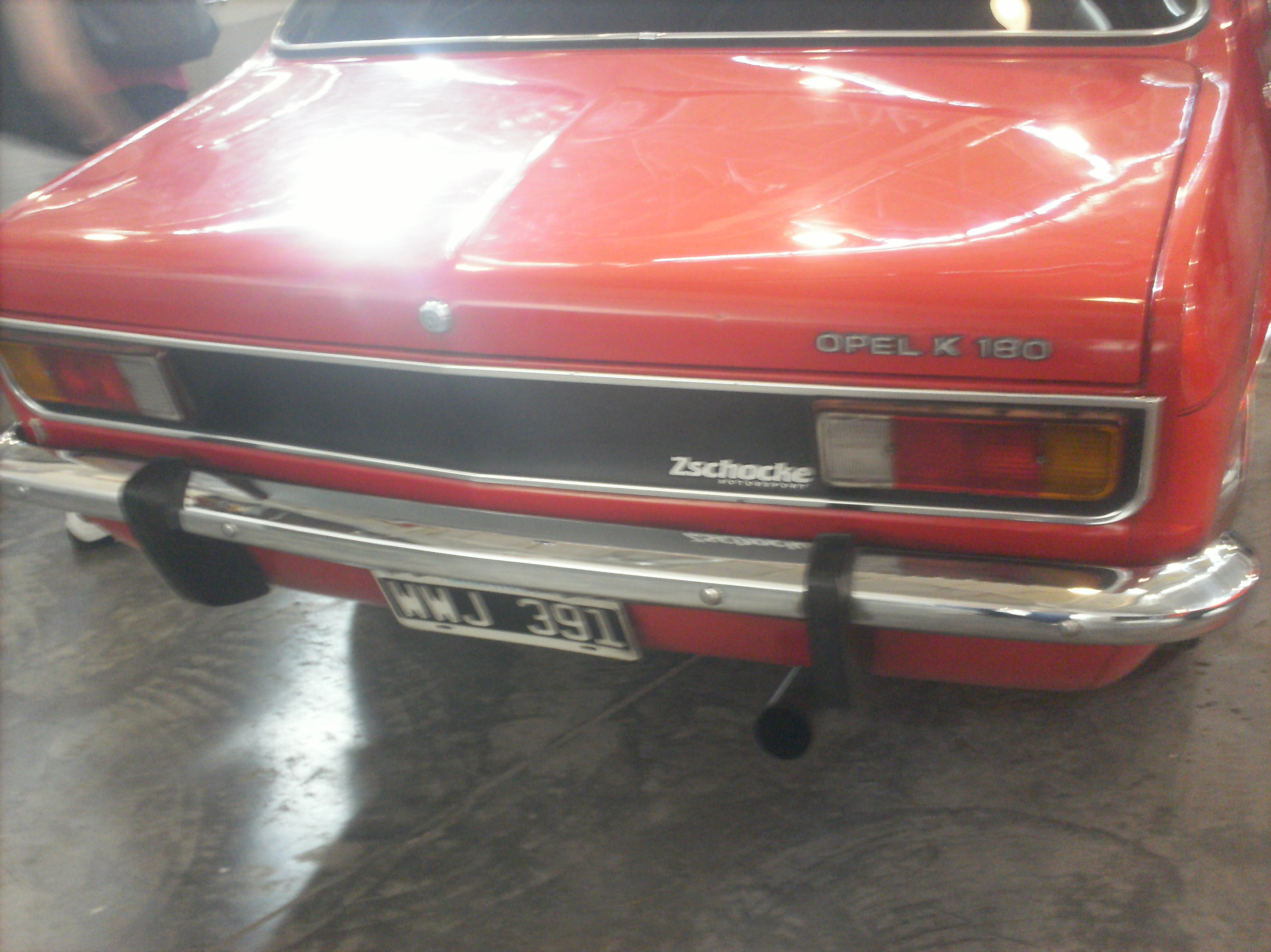
Вид сзади
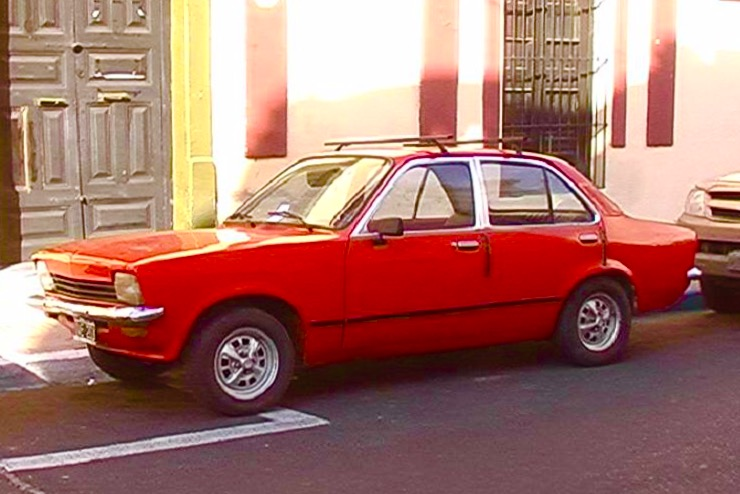
Вид спереди
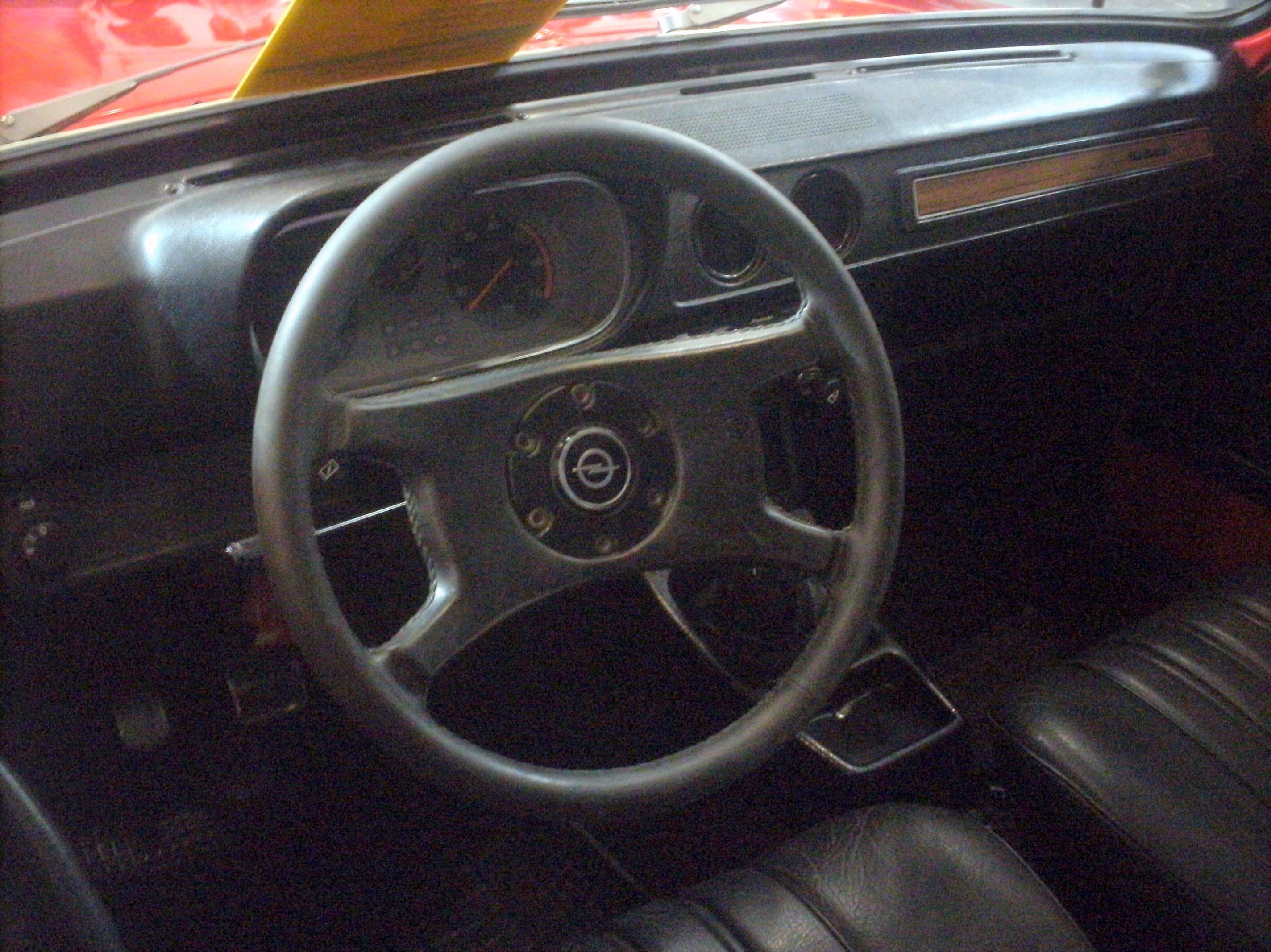
Интерьер